# Парламент Багамських Островів
Парламент Багамських Островів — двопалатний національний парламент Співдружності Багамських Островів. До складу парламенту входять королева Великої Британії (представлена генерал-губернатором), члени Сенату, депутати палати зібрань. Нині парламент проводить засідання в столиці країни, Нассау.
Структура, функції, та процедури в парламенті базуються на Вестмінстерській системі.

## Історія
Перше засідання законодавчого органу країни відбулось 29 вересня 1729 року, коли 24 представники островів Нью-Провіденс, Ельютера та Гарбор зібрались у Генеральну асамблею Багамських островів.
Парламент у сучасному вигляді було створено на підставі Розділу 5 Конституції Багамських Островів, яка набула чинності після набуття країною незалежності від Британської імперії.

## Палата зібрань
Палата зібрань є нижньою палатою парламенту. Складається з 41 члена, які обираються від окремих округів на п'ятирічний термін. Відповідно до Вестмінстерської системи уряд може розпустити парламент і призначити нові вибори у будь-який момент. Палата зібрань виконує всі основні законодавчі функції. Прем'єр-міністр є лідером партії, яка має більшість у палаті зібрань.

## Сенат

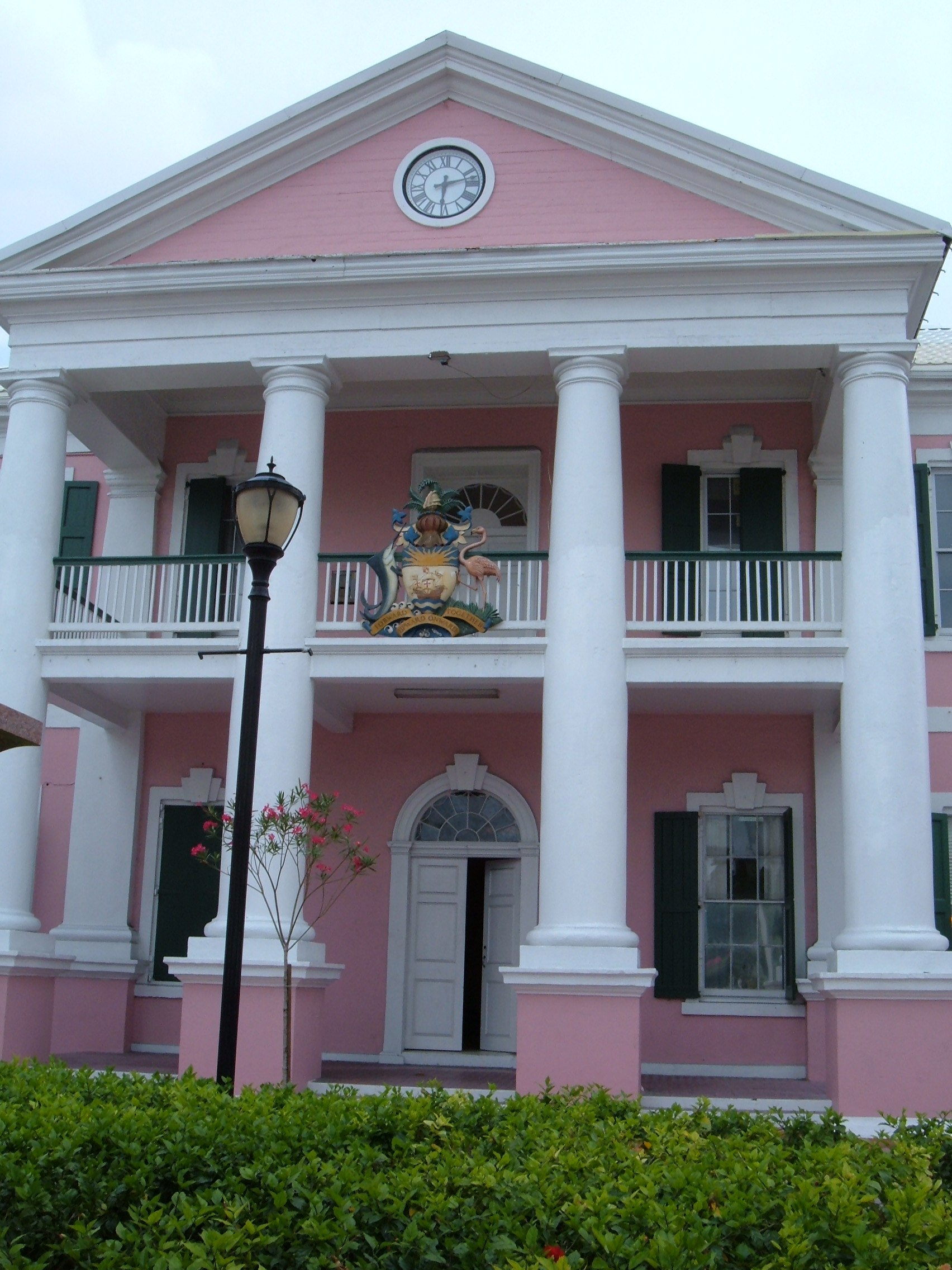
Будівля багамського сенату

Сенат (верхня палата) складається з 16 членів (відомих як сенатори), яких призначає генерал-губернатор. Дев'ять із сенаторів призначаються за поданням прем'єр-міністра, четверо — за квотою лідера опозиції, троє — за ініціативою голови уряду після консультацій з лідером опозиції. Сенат уповноважений конституцією подавати законопроєкти у тому ж порядку, що й палата зібрань, також сенат може вносити поправки до будь-яких законопроєктів, після чого ці поправки мають бути схвалені нижньою палатою. Сенат може навіть ветувати закон, прийнятий палатою зібрань. Однак, якщо нижня палата ухвалила законопроєкт двічі, вона може направити його безпосередньо генерал-губернатору, минаючи сенат.
Якщо палата зібрань направляє до сенату ухвалений проєкт бюджету, та якщо сенат не погоджує цей документ, бюджет може бути одразу направлений генерал-губернатору на затвердження.

## Законодавчі функції

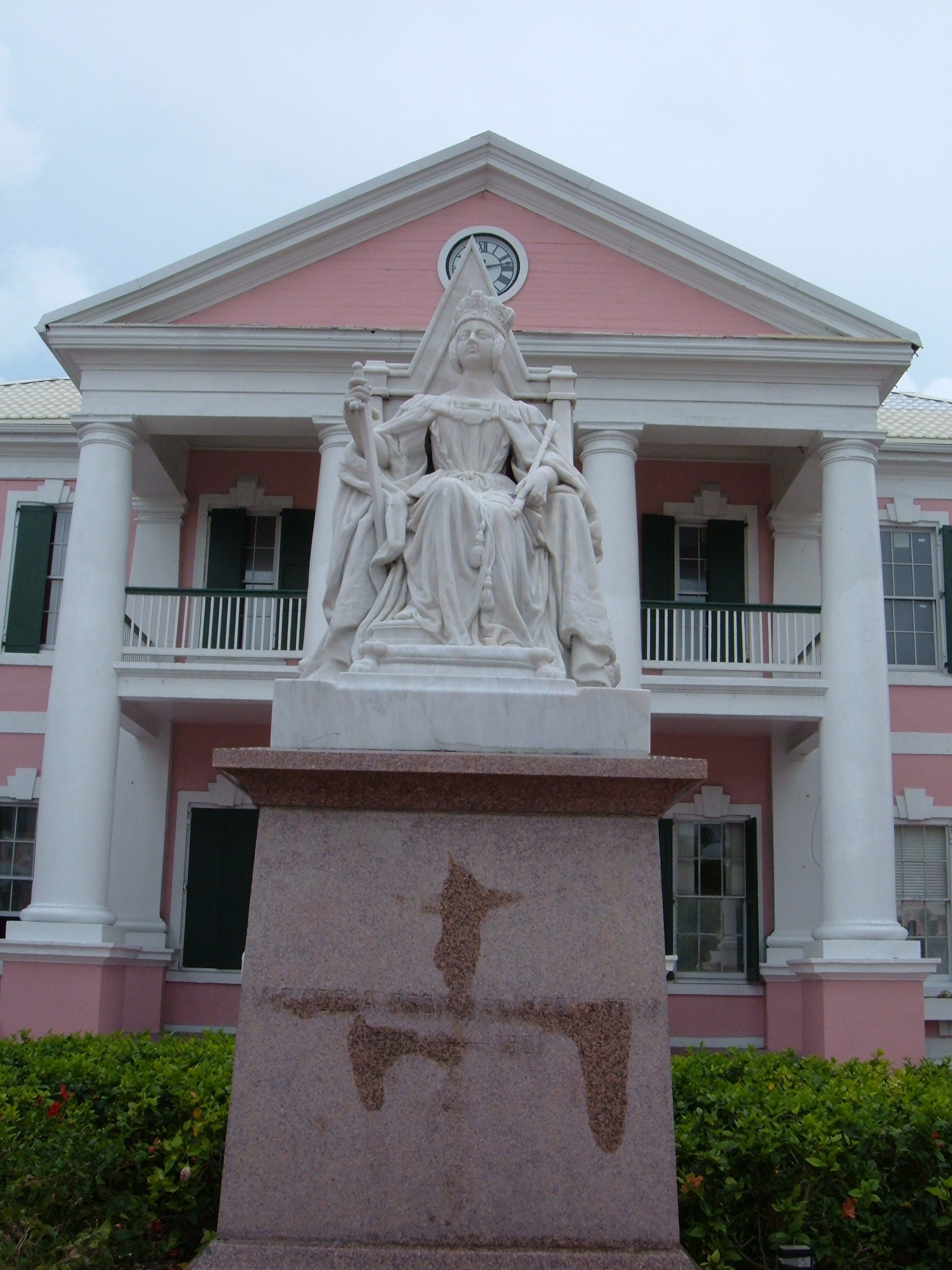
Статуя королеви Вікторії, розміщена на Парламентській площі, була зведена на її честь після її смерті

Відповідно до статті 52(l) конституції парламент має приймати закони для миру, порядку й правильного управління країною. Окрім того конституція визначає такі функції парламенту:
- визначення привілеїв, імунітетів, влади й процедур для обох палат парламенту;
- внесення змін чи доповнень до будь-якого з положень конституції країни;
- призначати посадових осіб, які складають штат адміністрації генерал-губернатора;
- призначати суддів верховного та апеляційного судів;
- приймати державний бюджет.[2]

Парламент також контролює фінансову діяльність уряду через рахунковий комітет. Парламент також є форумом для обговорення важливих державних і політичних питань.